# 伊格纳茨·奥艾尔
伊格纳茨·奥艾尔（德語：Ignaz Auer，1846年4月19日—1907年4月10日），德国巴伐利亚社会民主党政治人物，1877年至1906年间多次担任德国国会议员。1846年出生在多默尔斯塔德屠户家庭，1866年参加德国社会民主工人党。1872年，他移居柏林与后来颇具影响力的马克思主义理论家爱德华·伯恩施坦结识。1875年积极参加在哥达成立的统一代表大会。他后来成为了社民党的书记。奥艾尔虽然倾向右翼，但是一个实用主义者，他认为在理论上制定社会民主改良主义的企图对其实际的政治实践是有害的。